# فرانک اوپنهایمر
فرانک اوپنهایمر (انگلیسی: Frank Oppenheimer؛ زاده ۱۴ اوت ۱۹۱۲ – درگذشته ۳ فوریهٔ ۱۹۸۵) فیزیکدان اهل ایالات متحده آمریکا و استاد دانشگاه کلرادو بود. وی برادر کوچکتر فیزیکدان مشهور، رابرت اوپنهایمر بود. او در پروژه منهتن شرکت داشت. با روشن شدن عضویتش در حزب کمونیست آمریکا، مجبور به استعفا از تدریس در دانشگاه مینه‌سوتا شد و با فروش یک تابلوی ون گوک که ارث برده بود توانست مزرعه‌ای در کلرادو بخرد و حدود ده سال به دامپروری بپردازد. در سال ۱۹۵۷ با کاهش شدت مک کارتیسم توانست در دبیرستانی در کلرادو به تدریس علوم بپردازد. چندین تن از دانش آموزان او موفق به کسب جوایزی در مسابقات علمی این ایالت شدند. در عرض دوسال، با معرفی نامه‌هایی از فیزیکدانان مشهور هانس بیته، جرج گاموف و ویکتور وایزکف به او شغل تدریس فیزیک در دانشگاه کلرادو بولدر داده شد. از اقدامات مهم او، تأسیس اکسپلوراتوریوم (انگلیسی: Exploratorium) (موزه علوم) سانفرانسیسکو می‌باشد.